# Lonicera glabrata
Lonicera glabrata är en kaprifolväxtart som beskrevs av Nathaniel Wallich. Lonicera glabrata ingår i släktet tryar, och familjen kaprifolväxter.

## Underarter
Arten delas in i följande underarter:
- L. g. hirticaulis
- L. g. velutina